# Hatay Büyükşehir Belediye Gençlik ve Spor Kulübü (pallavolo)
L'Hatay Büyükşehir Belediye Gençlik ve Spor Kulübü è un club di pallavolo maschile turco, con sede ad Antiochia: milita nel campionato turco di Efeler Ligi e fa parte della società polisportiva Hatay Büyükşehir Belediye Gençlik ve Spor Kulübü.

## Storia
L'Antakya Belediye Spor Kulübü viene fondato nel 2010 e in due anni raggiunge la divisione cadetta del campionato turco. Nel 2014 cambia denominazione in Hatay Büyükşehir Belediye Gençlik ve Spor Kulübü, continuando a competere con risultati altalenanti, incluse alcune partecipazioni ai play-off promozione, in serie cadetta. Nel 2021 la squadra è entrata a far parte dell'Hatayspor, assumendone la denominazione e i colori sociali, con i quali conquista la promozione in Efeler Ligi al termine del campionato 2021-22.
Fa il suo esordio in massima serie nella stagione 2022-23, tornando a competere come Hatay Büyükşehir Belediye Gençlik ve Spor Kulübü.

## Rosa 2022-2023
| N° | Nome              | Ruolo | Data di nascita   | Nazionalità sportiva |
| -- | ----------------- | ----- | ----------------- | -------------------- |
| 1  | Boğaçhan Zambak   | P     | 28 febbraio 1994  | Turchia              |
| 2  | Can Ayvazoğlu     | L     | 14 settembre 1979 | Turchia              |
| 3  | Berkan Bozan      | P     | 28 maggio 1991    | Turchia              |
| 4  | Ǵorǵi Ǵorǵiev     | P     | 22 maggio 1992    | Macedonia del Nord   |
| 5  | Cafer Kirkit      | S     | 1º gennaio 2001   | Turchia              |
| 6  | Bartosz Bućko     | S     | 6 gennaio 1995    | Polonia              |
| 7  | Burhan Zorluer    | S     | 30 luglio 1996    | Turchia              |
| 8  | Furkan Aydın      | C     | 15 gennaio 1997   | Turchia              |
| 9  | İsmail Koçak      | S     | 8 dicembre 1991   | Turchia              |
| 10 | Batuhan Yurdagül  | L     | 5 febbraio 2001   | Turchia              |
| 11 | Yiğit Yıldız      | C     | 21 luglio 1999    | Turchia              |
| 12 | Fatih Uğur        | C     | 1º gennaio 1990   | Turchia              |
| 13 | Turgut Lelik      | C     | 7 maggio 1993     | Turchia              |
| 14 | Ahmet Çetinkaya   | O     | 3 novembre 1999   | Turchia              |
| 17 | Radzivon Miskevič | O     | 22 aprile 1995    | Bielorussia          |
| 18 | Zeka Kır          | L     | 26 novembre 2002  | Turchia              |
| 19 | Krystian Walczak  | O     | 8 luglio 2001     | Polonia              |

## Denominazioni precedenti
- 2010-2014: Antakya Belediye Spor Kulübü
- 2014-2021: Hatay Büyükşehir Belediye Gençlik ve Spor Kulübü
- 2021-2022: Hatayspor Kulübü